# Tweede Leeghwaterstraat
De Tweede Leeghwaterstraat is een straat op de Oostelijke Eilanden in Amsterdam-Centrum. Ze loopt parallel aan de wat zuidelijker gelegen Eerste Leeghwaterstraat. 
De straat, vernoemd naar Jan Adriaanszoon Leeghwater, ligt tussen de Conradstraat en het Funenpark en kruist de Czaar Peterstraat en de Blankenstraat. De straat, lopend van noordwest naar zuidoost, is nog geen 100 meter lang. Opmerkelijk is dat alle huisnummers aan de oneven kant (de straat begint pas te nummeren na de eerste zijstraat de Czaar Peterstraat) gemeentelijk monument zijn, mede opmerkelijk omdat in deze wijk door sanering juist grote delen van de oorspronkelijke bebouwing gesloopt is vanwege "uit de tijd". De drie monumenten zijn verdeeld over de 
- huisnummers 1 en 3, deel uitmakend van een geheel woonblok aan Czaar Peterstraat, Lijndenstraat en Blankenstraat (zie foto)
- huisnummer 5 met A en B, een voormalige tramremise met abstract beeld aan de gevel
- huisnummers 7-9, een voormalig schoolgebouw
- huisnummers Tweede Leeghwaterstraat 20-22, een voormalig schoolgebouw.

Het was de bedoeling dat de straat haar eind zou krijgen aan de Kraijenhoffstraat (de school kreeg die straat als tweede adres), maar die straat werd niet afgebouwd.